# Метаксизъм
Метаксизмът (на гръцки: Μεταξισμός) е авторитарна идеология, свързана с гръцкия диктатор Йоанис Метаксас. 
Базира се на призива за регенерация на гръцката нация и създаването на модерна и културно хомогенна Гърция. 
Метаксизмът търси опора в гръцкия национализъм от 19 век и се характеризира с пренебрежение към либерализма и индивидуализма като корени на културната дегенерация. Призовава към мобилизация и създаването на една дисциплинирана и „нова Гърция“. 
Метаксас взема властта на 4 август 1936 г. и установява авторитарен и тоталитарен режим в продължение на пет години (1936-1941). Идеологията му призовава за създаването на една „Трета гръцка цивилизация“, която се ангажира с изграждането на културно пречистена гръцка нация въз основа на милитаристичните общества на Древна Македония и Спарта, които били „инструмент на Първо гръцка цивилизация“, а „православната християнска етика на Византийската империя“ представлявала „Втората гръцка цивилизация“.  Режимът на Метаксас твърди, че истинските гърци са само етническите гърци, изключвайки по този начин умишлено албанци, славянофони, т.е. българи и турци, полагайки по този начин основата на последвалата в близко бъдеще Гражданска война в Гърция. 
Метаксизмът е по-близо идеологически до фашизма, отколкото до националсоциализма и по този начин се доближава до диктатурите на Франсиско Франко в Испания и Антонио Салазар в Португалия.  Метаксизмът е и традиционализъм подкрепяйки както църквата на Гърция, така и кралската монархическа институция, и в този смисъл се доближава до идеите на Константинос Папаригопулос. 
В отличие от венизелизма, матексизмъм е насочен навътре, а не навън гръцки национализъм. Характеризира се с роялизъм, корпоративизъм, антикомунизъм, антиимпериализъм и протекционизъм.